# Sequoia sempervirens

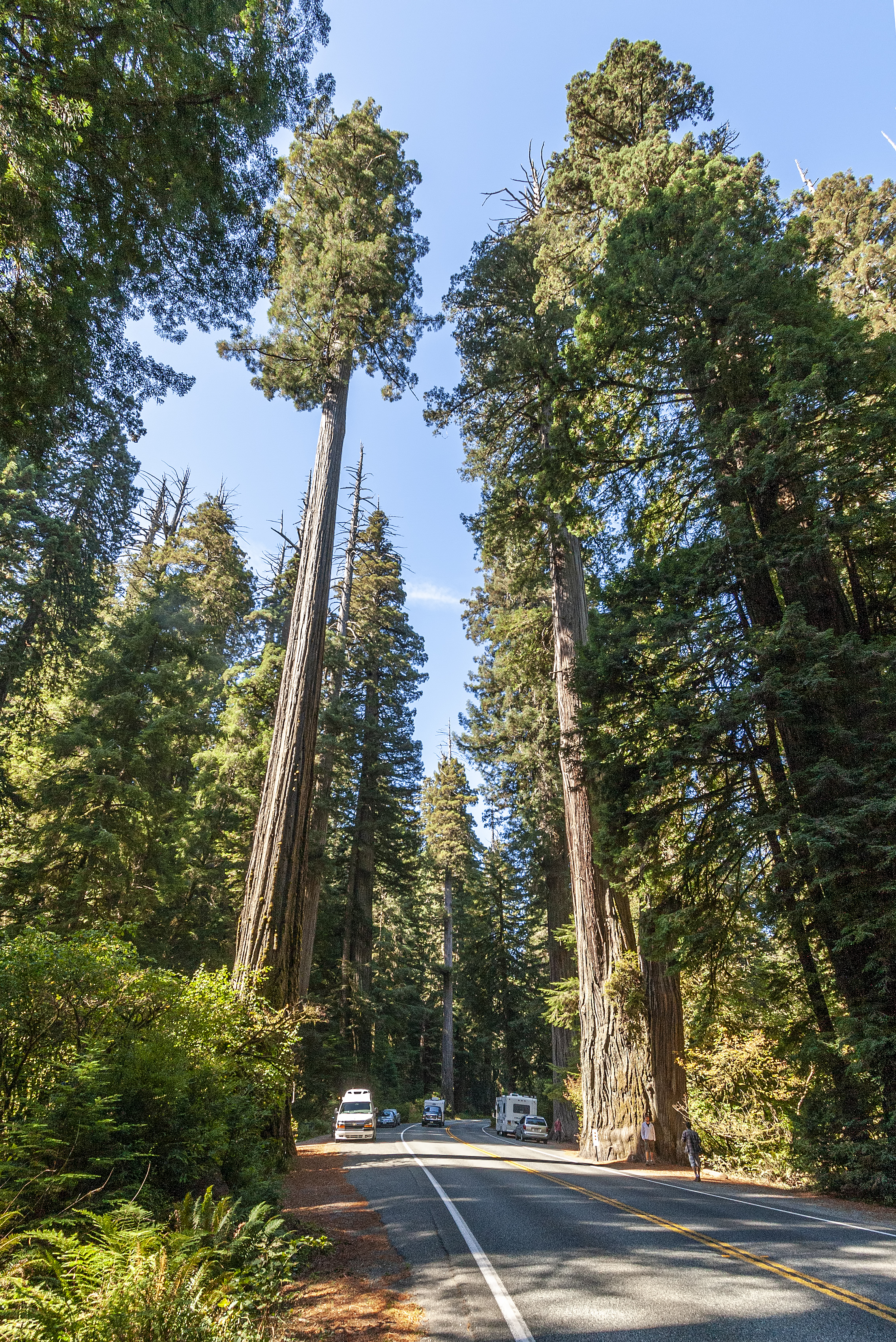
Sequoia sempervirens próximo da estrada US 199.

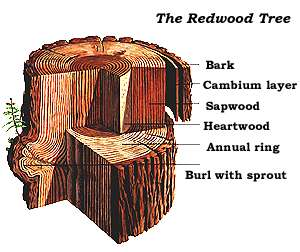
Secção do tronco de S. sempervirens.

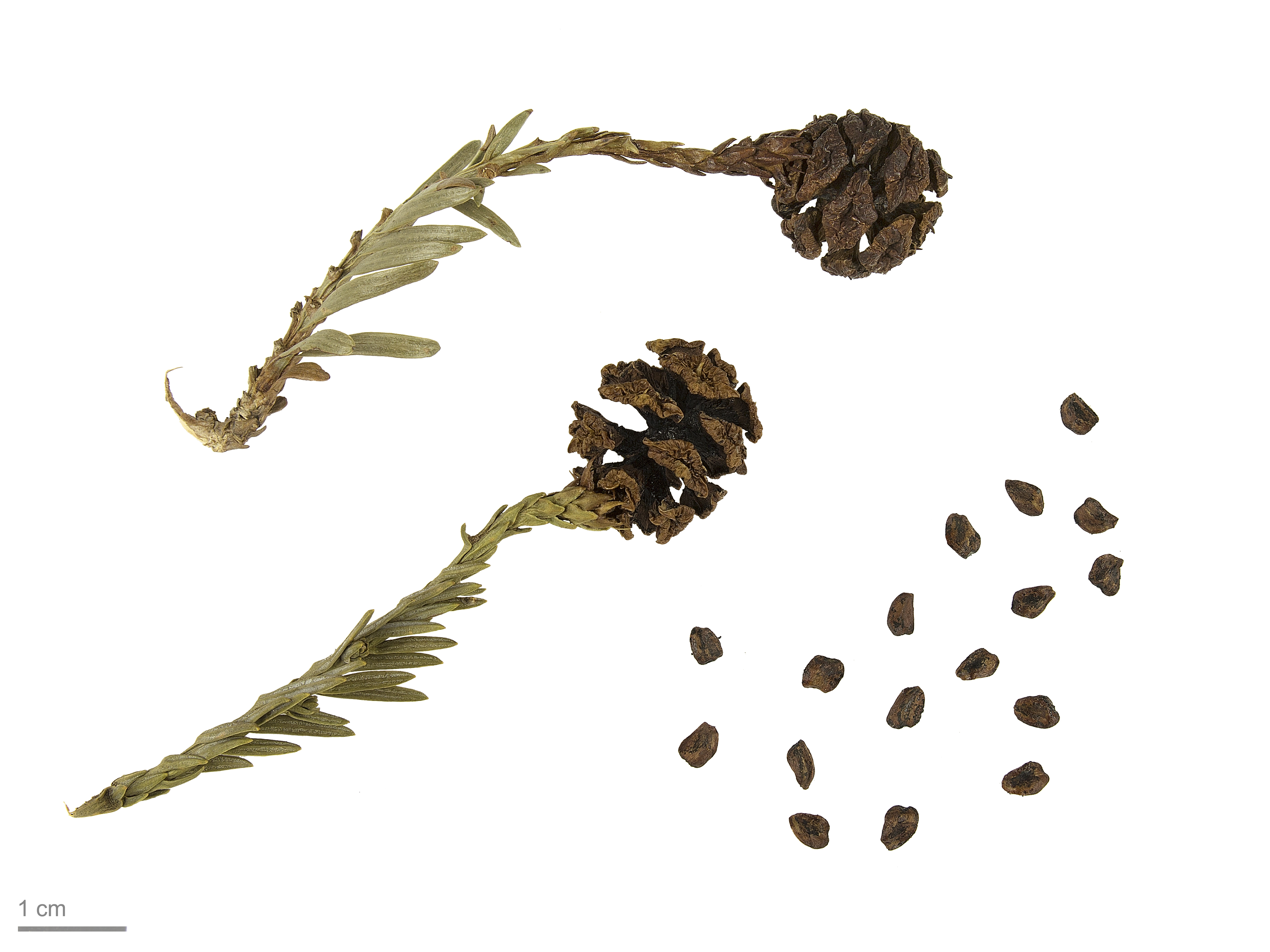
Estróbilos e sementes de Sequoia sempervirens - MHNT.

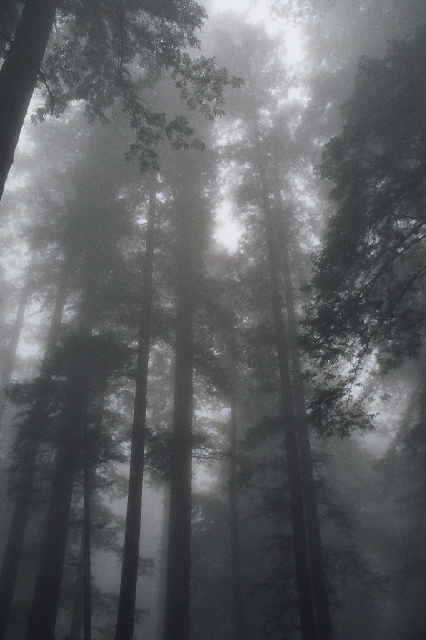
O nevoeiro é um factor importante na ecologia de Sequoia sempervirens (Redwood National Park).

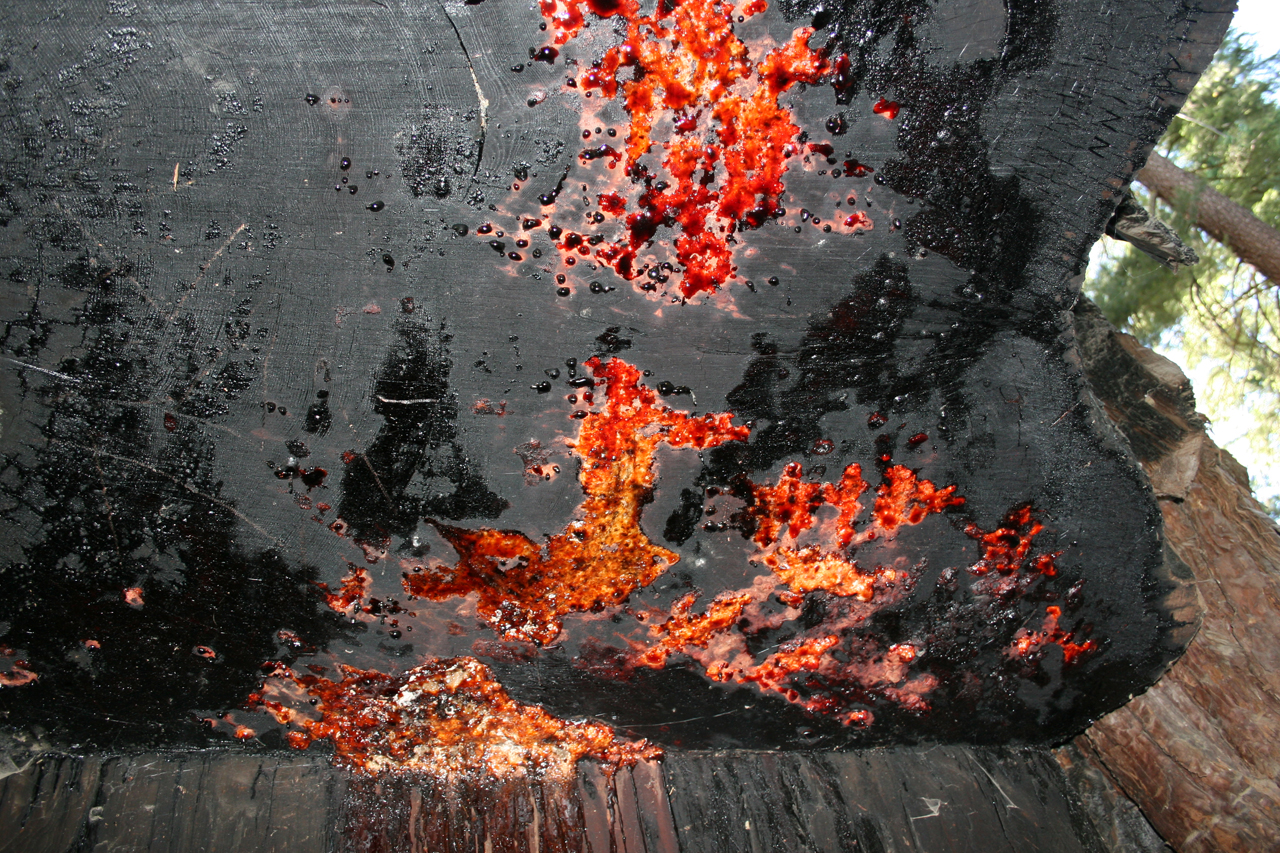
Resina seca de uma sequoia.

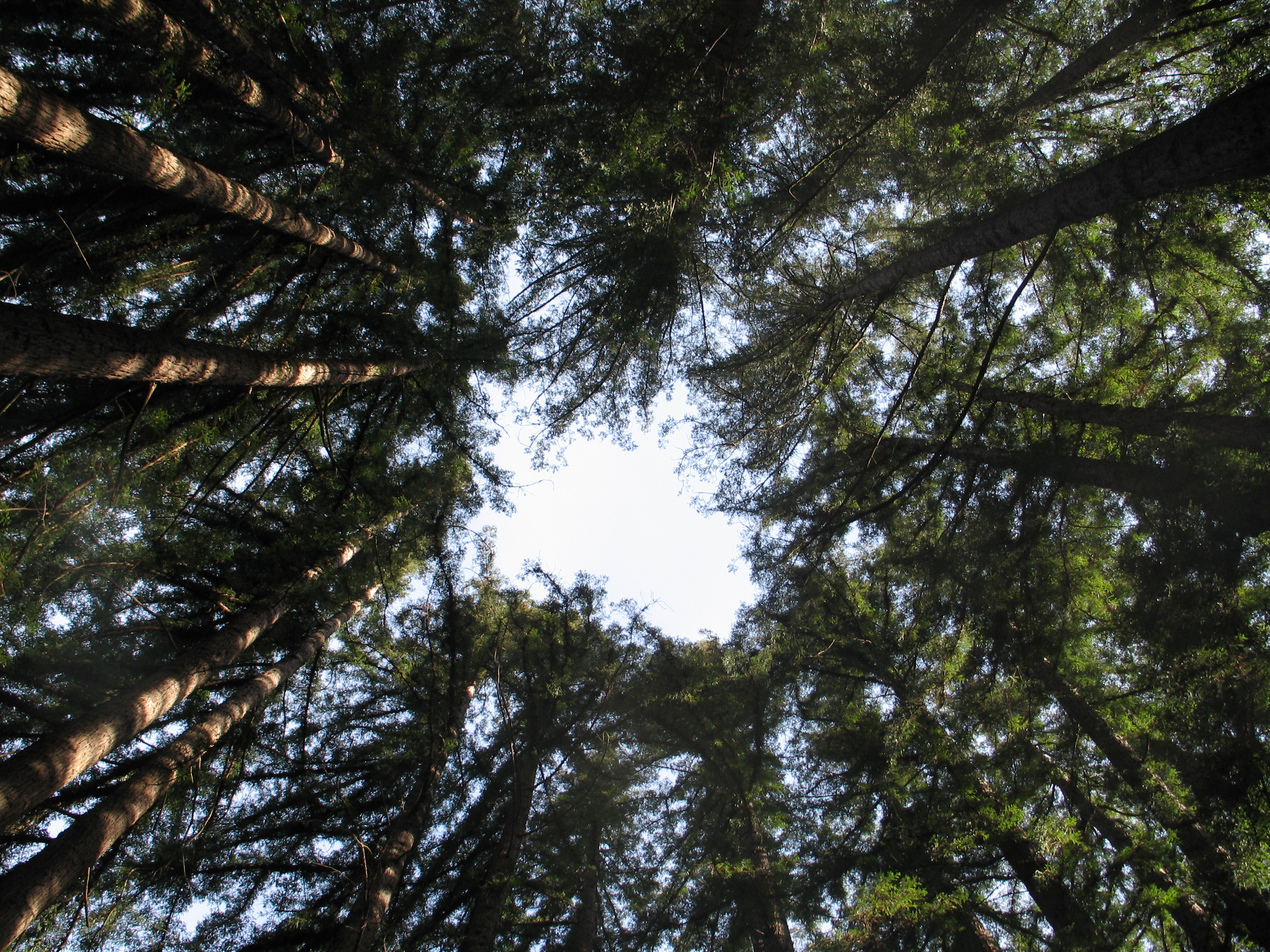
Anel de sequoias visto a partir do solo.

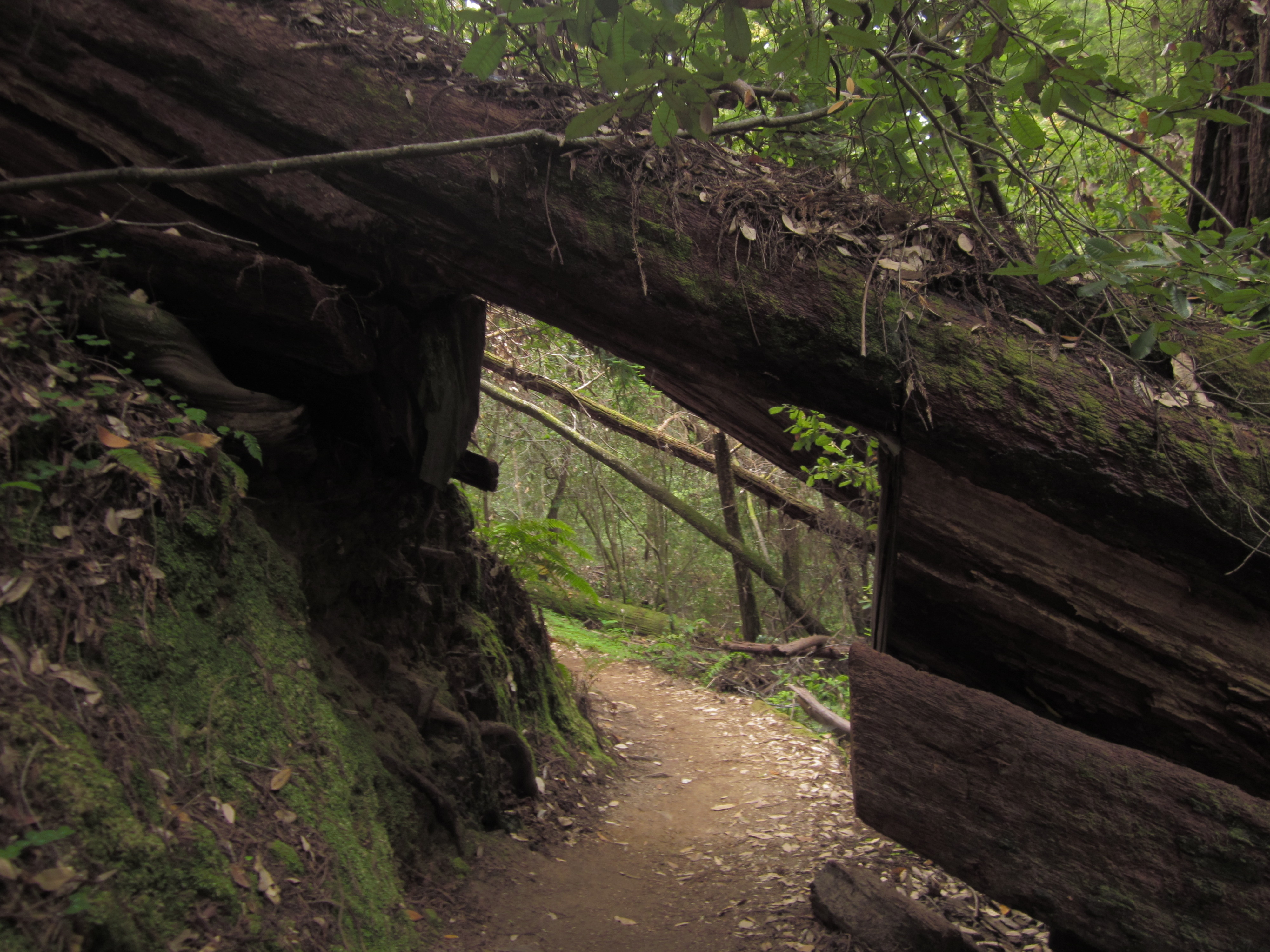
O trilho Skyline-to-the-Sea Trail a passar através do tronco caído de uma sequoia.

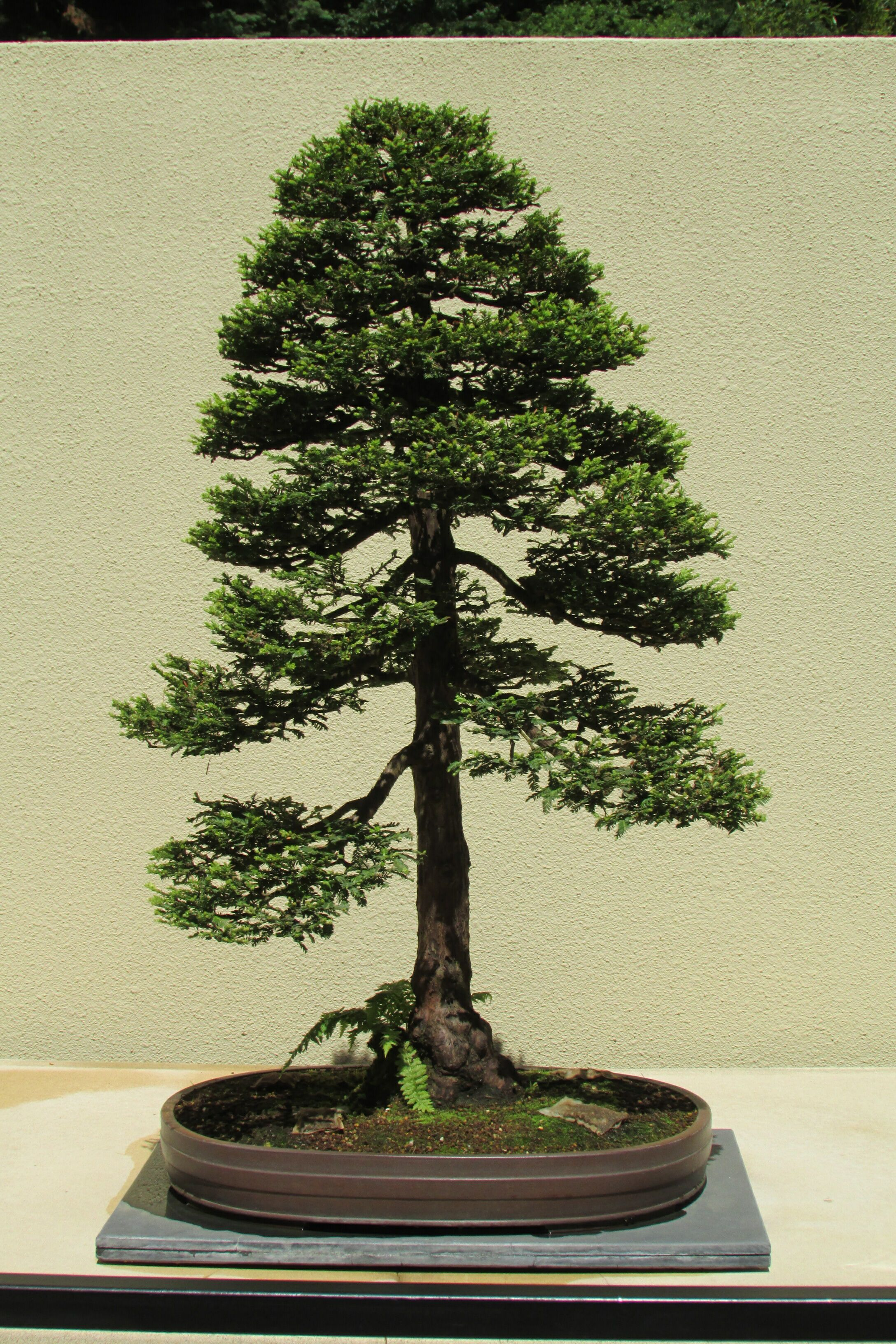
Uma sequoia bonsai em exposição no Pacific Bonsai Museum.

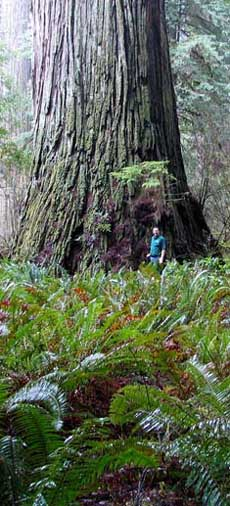
A árvore conhecida por Del Norte Titan.

Sequoia sempervirens é a única espécie extante do género Sequoia da família Cupressaceae (anteriormente incluído em Taxodiaceae), conhecida pelos nomes comuns de sequoia-costeira e sequoia-vermelha. É um megafanerófito perenifólio trioico, de longa duração, capaz de viver de 1200 a 2200 anos ou mais. A espécie inclui os seres vivos mais altos e mais massivos da Terra, atingindo até 115 m de altura (sem as raízes) e até 9 m de diâmetro à altura do peito (DAP), estando também estão entre os macrorganismos mais antigos do planeta. Antes do início da extração comercial e do abate generalizado das florestas californianas que se iniciou na década de 1850, esta enorme árvore ocorria naturalmente numa área estimada de 810 000 ao longo de grande parte da costa da Califórnia (exceto no sul, onde as chuvas não são suficientes) e no sudoeste da costa do Oregon.

## Descrição
O nome sequoia também é usado como um termo comum para a subfamília Sequoioideae na qual este género é classificado junto com Sequoiadendron (sequoia-gigante) e Metasequoia.

### Morfologia
A espécie destaca-se pelo seu grande porte e longevidade. Pode viver por milénios e é conhecida por ter atingido 115 m de altura com um diâmetro de tronco de 9 m. Alguns exemplares possuem tão robustos que num deles foi possível escavar um túnel para a passagem de automóveis através da sua base. Apresenta uma copa cónica, com ramos horizontais a levemente inclinados, relativamente curtos e concentrados na região apical da árvore. A casca, macia e fibrosa, pode ser muito engrossada, com até 30 cm de espessura, com uma coloração castanho-avermelhada brilhante quando recém-exposta (daí o nome de sequoia-vermelha), escurecendo com o tempo. O sistema radicular é composto de raízes laterais pouco profundas e amplamente distribuídas.
As folhas estreitas estão distribuídas disticamente no ápice dos ramos. As folhas são variáveis, achatadas e com 15–25 mm de comprimento em árvores jovens e nas ramagens mais baixas e sombreadas das árvores mais velhas, mas semelhantes a escamas com 5–10 mm de comprimento em brotos em pleno sol na copa superior das árvores mais velhas. Entre essas formas ocorre um gama completa de transição entre os dois extremos. As folhas são verde-escuras na face superior e apresentam duas faixas azul-esbranquiçadas de estômatos na face inferior. O arranjo das folhas é em espiral, mas as folhas maiores das zonas de sombra sofrem torsão na base para ficarem num plano horizontal para maximizar a captura de luz.

### Genética e reprodução
A espécie apresenta subdioecia, sendo a maioria dos espécimes hermafroditas, com estróbilos masculinos (cones de pólen) e femininos (cones de sementes) na mesma planta. Os cones de sementes são ovóides, com 15–32 mm de comprimento, com 15–25 escamas dispostas em espiral. A polinização ocorre no final do inverno, com maturação cerca de 8–9 meses depois. Cada escama cónica carrega de três a sete sementes, cada semente com 3–4 mm de comprimento e 0,5 mm de largura, com duas asas com 1 mm de largura. As sementes são liberadas quando as escamas do cone secam e se abrem na maturidade. Os cones de pólen são ovulares, com 4–6 mm de comprimento.
A composição genética da espécie é incomum entre as coníferas, sendo um poliploide hexaploide (6n) e possivelmente alopoliploide (AAAABB). Tanto o genoma mitocondrial como o genoma cloroplástico da sequoia-costeira são de transmissão paterna.
A sequoia-costeira reproduz-se principalmente pela via sexual por produção de sementes. Contudo, a espécie também recorre frequentemente à reprodução assexual, seja pelo desenvolvimento de gomos em troncos que originam rebentos adventícios, seja por mergulhia nas zonas de contacto com o solo de troncos tombados ou de ramos que toquem o solo ou pelo desenvolvimento a partir do lignotúber.
A produção de sementes começa aos 10-15 anos de idade. Os cones desenvolvem-se no inverno e amadurecem no outono. Nos estágios iniciais, os cones são semelhantes a flores e são comumente designados por "flores" pelos engenheiros florestais profissionais, embora isso não seja estritamente correto. As sequoias costeiras produzem muitos cones, com cada exemplar adulto em novas florestas a produzir alguns milhares de cones por ano. Cada cone feminino contém 90-150 sementes, mas a viabilidade da semente é baixa, normalmente abaixo dos 15 por cento, com uma estimativa de taxas médias de 3 a 10 por cento. Esta baixa viabilidade pode desencorajar os predadores de sementes, que não são desincentivados face à perda de tempo e esforço que resulta da necessidade de separar grandes quantidades de sementes vazias das poucas sementes comestíveis.
A germinação bem-sucedida geralmente requer um incêndio ou inundação, reduzindo a competição por juvenis. As sementes aladas são pequenas e leves, pesando 3,3–5,0 mg (200–300 sementes/g). Apesar da aparente anemocoria, as asas não são eficazes para uma ampla dispersão e as sementes são dispersas pelo vento em média num raio de apenas 60–120 m em torno da árvore progenitora. As plântulas e os primeiros estágios de crescimento são suscetíveis à infecção fúngica e à predação por lesmas (nomeadamente as do género Ariolimax), coelhos da espécie Sylvilagus bachmani e diversos nemátodos. A maioria das plântulas não sobrevive aos primeiros três anos. No entanto, aquelas que se estabelecem crescem rapidamente, com árvores jovens a atingirem 20 m de altura em 20 anos.
As sequoias-costeiras também se podem reproduzir assexuadamente por mergulhia, especialmente a partir de troncos tombados, ou brotando da coroa da raiz (o lignotúber), de cepos ou mesmo de ramos caídos. Quando uma árvore cai e assenta sobre o solo, gera uma fileira de novas árvores ao longo do tronco, razão que justifica o aparecimento de árvores naturalmente dispostas em linha reta. Os brotos originam-se de gomos dormentes ou adventícios na casca ou sob a superfície da casca. Os gomos dormentes são estimulados quando o tronco adulto principal é danificado ou começa a morrer. Muitos rebentos irrompem e se desenvolvem espontaneamente em torno da circunferência do tronco da árvore. Dentro de um curto período após a brotação, cada broto desenvolve o seu próprio sistema de raízes, com os brotos dominantes formando um anel de árvores ao redor da coroa ou cepo da raiz-mãe. Este anel de árvores é denominado "anel de fadas". Os rebentos podem atingir alturas de 2,5 m numa única estação de crescimento.
As sequoias também se podem reproduzir usando burls. Um burl é um lignotúber lenhoso que em geral se forma abaixo da linha do solo, embora geralmente dentro dos primeiros 3 m de profundidade. Quando provocados por danos, os gomos dormentes nos burls geram novos rebentos e raízes. Os burls também são capazes de produzir novas árvores quando separados da árvore-mãe, embora exatamente como isso acontece ainda deva ser estudado. Os rebentos que brotam de burls apresentam formas interessantes e costumam ser transformados em sebes decorativas quando encontrados nos subúrbios.
As sequoias-costeiras também desenvolvem nódulos como mudas a partir das axilas de seus cotilédones, uma característica extremamente rara em coníferas.

## Taxonomia
O botânico escocês David Don descreveu a sequoia-costeira como sendo um taxódio perene (Taxodium sempervirens) na obra publicada em 1824 pelo seu colega Aylmer Bourke Lambert intitulada A description of the genus Pinus.
O botânico austríaco Stephan Endlicher erigiu o género Sequoia na sua obra publicada em 1847 intitulada Synopsis coniferarum, dando à espécie seu presente nome binomial de Sequoia sempervirens. Embora a etimologia do nome genérico seja incerta, Endlicher provavelmente derivou o nome Sequoia do nome cherokee de George Gist, geralmente escrito Sequoyah, nome pelo qual ficou conhecido o autor do ainda usado silabário cherokee.
A sequoia-costeira é uma das três espécies extantes, cada uma em seu próprio género, que compõem a subfamília Sequoioideae na sua presente circunscrição taxonómica. Estudos de genética molecular mostraram que os três géneros são parentes filogenéticamente muito próximos, geralmente com a sequoia-costeira e sequoia-gigante (Sequoiadendron giganteum) como parentes mais próximos entre si. No entanto, o estado poliploide da sequoia-costeira tem sido questionado, especulando-se que possa ter surgido como um antigo híbrido entre ancestrais dos actuais géneros Sequoiadendron e Metasequoia.
Usando dois genes nucleares diferentes de cópia única, os genes conhecidos por LFY e NLY, para gerar árvores filogenéticas, concluiu-se que Sequoia estava agrupada com Metasequoia na árvore gerada usando o gene LFY, mas com Sequoiadendron na árvore gerada com o gene NLY. Uma análise posterior apoiou fortemente a hipótese de que Sequoia foi o resultado de um evento de hibridização envolvendo Metasequoia e Sequoiadendron, o que apoia a hipótese de que as relações inconsistentes entre Metasequoia, Sequoia e Sequoiadendron poderiam ser um sinal de evolução reticulada (em que duas espécies hibridizam e dão origem a uma terceira) entre os três géneros. No entanto, a longa história evolutiva dos três géneros (o fóssil mais antigo conhecido é do Jurássico) torna difícil resolver os detalhes de quando e como Sequoia se originou, especialmente por em parte depender de um registo fóssil incompleto.

## Distribuição e habitat

### Distribuição natural
A distribuição natural de Sequoia sempervirens está restrita a uma estreita faixa de terra com aproximadamente 750 km de comprimento e 8–75 km de largura ao longo da costa do Pacífico da América do Norte. O bosque mais ao sul está no condado de Monterey, Califórnia, e os bosques mais ao norte estão no extremo sudoeste do estado de Oregon. O intervalo de elevação predominante é 30–750 m acima do nível do mar, ocasionalmente até 0 e até cerca de 1000 m de altitude.
Estes bosques geralmente crescem nas encostas de montanhas, onde a precipitação da humidade atmosférica vinda do oceano é maior. As árvores mais altas e mais antigas são encontradas em vales profundos e ravinas, onde riachos podem fluir todo o ano e o gotejamento da névoa é regular, pois a coalescência da névoa costeira é responsável por uma parte considerável das necessidades de água destas árvores. A sobrevivência destes espécimes mais antigos também foi facilitada por o terreno acidentado tornar mais difícil para os madeireiros chegarem às árvores e retirá-las após o corte.
As árvores localizadas acima da camada de nevoeiros, cujo limite na região se situa a cerca de 700 m de altitude, são mais curtas e menores devido às condições mais secas, ventosas e frias. Além disso, espécies como Pseudotsuga menziesii, vários Pinus e Notholithocarpus densiflorus frequentemente competem com as sequoias nessas altitudes, não permitindo o seu desenvolvimento. Poucas sequoias crescem perto do oceano, devido à acção dos ventos e à intensa névoa de sal e areia que aí se forma.
O limite norte zona de distribuição é marcado por bosques nas margens do rio Chetco no contraforte oeste das montanhas Klamath, perto da fronteira Califórnia-Oregon. O extremo norte do bosque está localizado dentro de Alfred A. Loeb State Park e Siskiyou National Forest, nas coordenadas aproximadas 42° 07' 36" N; 124° 12' 17" W. O limite sul de sua faixa é o Los Padres National Forest do Silver Peak Wilderness nas montanhas Santa Lucia da área do Big Sur do condado de Monterey. O bosque mais ao sul está na Southern Redwood Botanical Area, ao norte do trilho da floresta nacional de Salmon Creek e perto da linha do condado de San Luis Obispo.
As maiores (e mais altas) populações de Sequoia sempervirens estão no Redwood National and State Parks (condados de Del Norte e de Humboldt) e no Humboldt Redwoods State Park (condado de Humboldt), com a maioria localizada no muito maior condado de Humboldt.
A extensão pré-histórica do género, atestada pelo registo fóssil, é consideravelmente maior, com uma distribuição subcosmopolita que incluía a Europa e a Ásia até há cerca de 5 milhões de anos atrás. Durante a última idade do gelo, talvez tão recentemente quanto 10 000 anos atrás, as sequoias cresciam tão ao sul quanto a área de Los Angeles, onde casca de sequoia-costeira foi encontrada em escavações do metro e nos La Brea Tar Pits.

### Cultivo e usos
A sequoia-costeira é uma das espécies madeireiras mais valiosas na indústria silvícola. Na Califórnia, cerca de 3 600 km2 de floresta de sequoias são explorados para madeira, virtualmente todos em florestas de crescimento secundário. Embora muitas entidades tenham existido no corte e gestão das florestas de sequoias, nenhuma teve um papel histórico mais relevante do que a Pacific Lumber Company (1863–2008), uma empresa do condado de Humboldt, Califórnia, onde possuía e administrava mais de 800 km2 de florestas, principalmente de sequoias. A madeira serrada de sequoia-costeira é altamente valorizada pela sua beleza, leveza e resistência à podridão.
Por ser pobre em resina, é uma madeira que absorva água e é resistente ao fogo. Essas características levara a que Patrick Henry Shaughnessy, nomeado engenheiro-chefe do departamento de bombeiros de San Francisco poucos meses após o grande incêndio que devastou aquela cidade aquando do sismo de São Francisco de 1906, afirmasse:

«No recente grande incêndio em São Francisco, que começou em 18 de abril de 1906, conseguimos finalmente detê-lo em quase todas as direcções onde os edifícios não queimados eram quase inteiramente de estrutura em madeira, mas se o acabamento exterior desses prédios não fosse de madeira de sequoia, estou convencido de que a área queimada teria sido muito ampliada».
Por causa de sua impressionante resistência à decomposição, a sequoia foi amplamente usada para dormentes de caminho-de-ferro e cavaletes em toda a Califórnia. Muitos dos antigos dormentes foram reciclados para uso em jardins como bordaduras, degraus, vigas de casa, e usos similares. Nós de sequoia são usados na produção de tampos de mesa, folheados e produtos torneados.
O povo Yurok, que ocupou a região antes da colonização europeia, queimava regularmente a cobertura do solo nas florestas de sequoias para fortalecer as populações de Notholithocarpus, das quais colhiam bolotas, para manter as clareiras florestais e aumentar as populações de espécies de plantas úteis, especialmente as que usavam para fins medicinais e para cestaria.
O abate intensivo de sequoias para a indústria madeireira começou no início do século XIX. As árvores eram derrubadas com machado e abatidas para sobre estruturas feitas de ramos e arbustos para amortecer a sua queda. Despidos de sua casca, os troncos eram transportadas para as serrações ou para os rios onde eram flutuados por bois ou cavalos. Os madeireiros queimavam os ramos, arbustos e cascas de árvore acumulados. Os incêndios repetidos favoreceram a floresta secundária, principalmente de sequoias, pois as plântulas de sequoia brotam prontamente em áreas queimadas. A introdução de máquinas a vapor permitiu que os madeireiros arrastassem os toros por longas trilhos até as ferrovias mais próximas, ampliando o alcance das operações de corte raso para além dos terrenos próximos dos rios anteriormente usados para transportar árvores. Este método de colheita, no entanto, disturbou grandes quantidades de solo, produzindo florestas de crescimento secundário de outras espécies além da sequoia, como Abies grandis e Tsuga heterophylla.
Após a Segunda Guerra Mundial, camiões e tractores substituíram gradualmente os motores a vapor, dando origem a duas abordagens de colheita: o corte raso e o abate selectivo. O corte raso envolve o abate de todas as árvores de uma determinada área. Foi incentivado por leis fiscais que isentavam de tributação toda a madeira em pé se 70% das árvores na área fossem cortadas. A exploração madeireira por abate selectivo, por outro lado, exigia a remoção de 25% a 50% de árvores maduras na esperança de que as árvores remanescentes permitiriam o crescimento futuro e uma nova semeadura natural. Este método, no entanto, encorajou o crescimento de outras espécies de árvores, convertendo florestas de sequoias em florestas mistas de sequoia, Picea sitchensis e Tsuga heterophylla. Além disso, as árvores deixadas em pé eram frequentemente derrubadas pelo vento.
A sequoia-costeira está naturalizada na Nova Zelândia, notavelmente na Redwoods Forest de Whakarewarewa, Rotorua. As sequoias têm sido cultivada em florestas da Nova Zelândia desde há mais de 100 anos, atingindo taxas de crescimento mais altas do que as obtidas na Califórnia, principalmente devido à distribuição uniforme das chuvas ao longo do ano.
Outras áreas de cultivo bem-sucedido fora da área nativa incluem a Grã-Bretanha, Itália, Portugal, Haida Gwaii, elevações intermédias no Havai, Hogsback, no Cabo Ocidental (África do Sul), nas florestas de Knysna na região afromontana do Cabo Ocidental, na Reserva Florestal Grootvadersbosch perto de Swellendam (África do Sul) e no Tokai Arboretum nas encostas da Table Mountain acima da Cidade do Cabo, numa pequena área no centro do México (Jilotepec) e no sudeste dos Estados Unidos, do leste do Texas a Maryland. A espécie também se dá bem no noroeste do Pacífico (Oregon, Washington e Colúmbia Britânica), bem ao norte de sua faixa nativa que termina no sudoeste do Oregon. Algumas sequoias-costeiras foram usadas numa exibição no Rockefeller Center de New York e, em seguida, entregues à Longhouse Reserve em East Hampton (Long Island, Nova York), e agora vivem lá há mais de vinte anos e já sobreviveram a temperaturas de -17 °C.
Sendo uma árvore de crescimento rápido, S. sempervirens pode ser cultivada como espécime ornamental em grandes parques e jardins que possam acomodar o seu enorme tamanho. A espécie ganhou o Royal Horticultural Society's Award of Garden Merit.
Tem sido plantada em Portugal e na região Sul do Brasil, principalmente para fins ornamentais.

## Ecologia
A área de distribuição natural da espécie oferece um ambiente único, com fortes chuvas sazonais de até 2 500 mm anuais. O ar fresco da costa e as neblinas mantêm esta floresta consistentemente húmida durante todo o ano. Vários factores, incluindo as chuvas fortes, criam um solo com menos nutrientes do que as árvores precisam, fazendo com que dependam fortemente de toda a comunidade biótica da floresta e tornando a reciclagem eficiente de árvores mortas especialmente importante. Esta comunidade florestal inclui Pseudotsuga menziesii var. menziesii, Arbutus menziesii, Notholithocarpus densiflorus, Tsuga heterophylla e várias outras árvores, junto com uma grande variedade de pteridófitos, musgos, cogumelos e múltiplas herbáceas, com destaque para Oxalis oregana. As florestas de sequoias fornecem habitat para uma grande variedade de anfíbios, pássaros, mamíferos e répteis. Os talhões de sequoias antigas fornecem habitat para espécies ameaçadas de extinção, como a coruja-pintada (Strix occidentalis) e o mérgulo-marmoreado (Brachyramphus marmoratus).
As sequoias-costeiras são resistentes ao ataque de insetos, infecções fúngicas e apodrecimento. Essas propriedades são conferidas pelas elevadas concentrações de terpenóides e de ácido tânico nas folhas, raízes, cascas e madeira. Apesar dessas defesas químicas, as sequoias ainda assim estão sujeitas a infestações por insectos, mas nenhum, no entanto, é capaz de matar uma árvore saudável. As árvores também enfrentam herbivoria por mamíferos: o urso-negro (Ursus americanus) consome a casca interna de sequoias juvenis, e o veado-de-cauda-preta (Odocoileus hemionus columbianus) é conhecido por comer brotos de sequoia, afectando as plântulas e os espécimes juvenis.
O espécime vivo mais velho que se conhece tem cerca de 2 200 anos de idade, mas é comum encontrarem-se árvores na natureza que já ultrapassaram os 600 anos de vida. As numerosas reivindicações apontando com idades superiores estão provavelmente incorrectas. Por causa de sua expectativa de vida aparentemente atemporal, estas árvores foram consideradas sequoias eternas nos anos finais do século XIX, ainda mais que, em latim, sempervirens significa tanto "sempre verde" como "eterno".
Para atingir tais idades, as sequoias devem suportar vários distúrbios ambientais, em particular os incêndios florestais, para o que a espécie desenvolveu diversas adaptações. Por causa dos incêndios, a casca espessa e fibrosa das sequoias-costeiras é extremamente resistente ao fogo, atingindo pelo menos 30 centímetros de espessura, o que permite proteger as árvores maduras dos danos provocados pelo fogo. Além disso, comparativamente com outras coníferas, as sequoias contêm pouca resina inflamável. Se danificada pelo fogo, uma sequoia brota prontamente novos ramos ou mesmo uma copa inteiramente nova, e se a árvore-mãe for morta, novos rebentos brotam de sua base. Os incêndios, além disso, parecem realmente beneficiar as sequoias, causando mortalidade substancial em espécies concorrentes, embora tendo apenas efeitos menores sobre a espécie. As áreas queimadas são favoráveis à germinação bem-sucedida de sementes de sequoia. Um estudo publicado em 2010, o primeiro a comparar a sobrevivência e regeneração de sequoias e espécies associadas após um fogo florestal, concluiu que incêndios de todas os graus de severidade aumentam a abundância relativa de sequoias, sendo que os incêndios de maior gravidade fornecem os maiores benefícios.
As sequoias costumam crescer em áreas propensas a inundações. Os depósitos de sedimentos podem formar barreiras impermeáveis que sufocam as raízes das árvores, e o solo instável em áreas inundadas muitas vezes faz com que as árvores se inclinem para um lado, aumentando o risco de o vento as derrubar. Imediatamente após uma inundação, as sequoias estendem as raízes existentes para cima por forma a explorar as camadas de sedimento recentemente depositadas, o que leva à formação de um segundo sistema de raízes a partir de botões adventícios no tronco recém-enterrado, com a consequente morte das antigas raízes. Para conter os efeitos da enxurrada e reduzir os risco de tombarem, as sequoias aumentam a produção de madeira no lado vulnerável, criando um contraforte de apoio. Essas adaptações permitem a formação de florestas quase exclusivamente compostas por sequoias nos terrenos mais sujeitas a inundações periódicas.

### Pluviosidade, névoas e necessidades hídricas
A altura de S. sempervirens está intimamente ligada à disponibilidade de névoa. As árvores mais altas tornam-se menos frequentes à medida que a névoa se torna menos frequente. À medida que a altura de S. sempervirens aumenta, o transporte de água via potencial hídrico para as folhas torna-se cada vez mais difícil devido à crescente resistência causada pelo efeito da gravidade sobre a cada vez mais longa coluna de água.
Apesar da alta pluviosidade que a região recebe, até 1 000 mm por ano, as folhas situadas na parte mais alta da copa sofrem de perpétuo stress hídrico. Esta dificuldade em satisfazer plenamente as necessidade e hidratação foliar é agravado pelas longas secas que com frequências ocorrem no verão. Acredita-se que a quase permanente penúria hídrica cause as mudanças morfológicas que se observam nas folhas da parte superior da copa, estimulando a redução do comprimento da folha e o aumento da suculência foliar. Para complementar as suas necessidades de água, as sequoias utilizam as frequentes neblinas que ocorrem no verão, sendo a água da névoa absorvida por vários caminhos: (1) as folhas absorvem a névoa diretamente do ar circundante através do tecido epidérmico, contornando o xilema; (2) absorvem água diretamente através do ritidoma (a casca), cuja estrutura esponjosa permite a sua retenção a partir da escorrência da água de coalesce na ramagem; e (3) as raízes superficiais absorvem rapidamente a água que tombe sobre o solo em resultado da precipitação horizontal induzida pela árvore e pela vegetação circundante.
A absorção de água pelas folhas e casca permite reduz a severidade e reparar as embolias do xilema que tendem a ocorrer dado comprimento do sistema vascular da árvore e a sua consequente vulnerabilidade a fenómenos de cavitação no xilema, impedindo o transporte de água e nutrientes.
As gotículas do nevoeiro também se acumulam nas folhas, pingando para o solo da floresta, onde são absorvidos pelas raízes da árvore. Esta precipitação horizontal pode representar 30% do total de água usada por uma árvore durante um ciclo anual.

### Albinismo

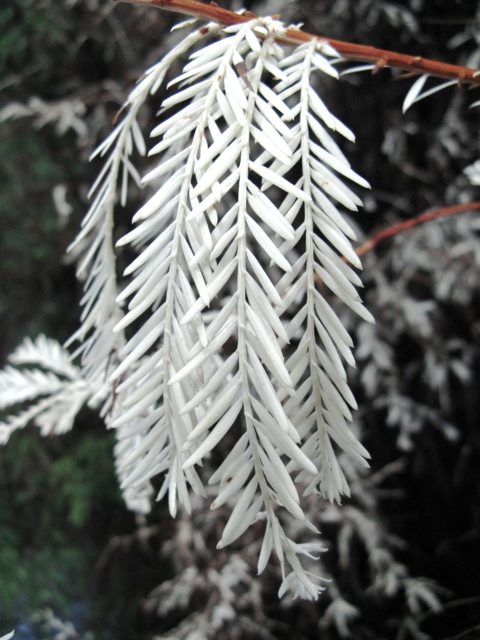
Folhagem de um exemplar albino de Sequoia sempervirens exibindo a falta de clorofila.

Sabe-se da existência de cerca de 230 sequoias com albinismo, indivíduos mutantes que não podem fabricar clorofila e que por isso apresentam folhas esbranquiçadas, mas que ainda assim atingem alturas de até 20 m.
Sem capacidade fotossintética própria, estas árvores sobrevivem como plantas parasitas, obtendo alimento enxertando os seus sistemas radiculares com o sistema radicular das árvores normais. Embora mutações semelhantes ocorram esporadicamente em outras coníferas, nenhum caso é conhecido de tais indivíduos sobrevivendo até a maturidade em qualquer outra espécie de coníferas. Resultados de estudos recentes permitem afirmar que sequoias albinas podem armazenar concentrações mais altas de metais tóxicos do que as árvores normais.

## Estatísticas
Evidências razoavelmente sólidas indicam que as sequoias-costeiras eram as maiores árvores do mundo antes da exploração madeireira, com vários espécimes históricos supostamente ultrapassando os 122 m de altura.:16,42 A altura potencial máxima teórica das sequoias costeiras está limitada a entre 121,96 m e 129,5 m, pois a evapotranspiração é insuficiente para transportar água para as folhas além desta faixa de alturas. Outros estudos indicam que este limite é ampliado pelas névoas, que são predominantes no ambiente natural dessas árvores.
Uma árvore supostamente 114,3 m de altura foi derrubada no condado de Sonoma pela empresa madeireira Murphy Brothers na década de 1870, e outra que se alaega teria 115,8 m de altura e 7,9 m de diâmetro foi cortada perto de Eureka em 1914, Está documentado que um espécime, conhecido por árvore de Lindsey Creek, tinha uma altura de 120 m quando foi derrubada por uma tempestade em 1905.
Uma árvore supostamente com 129,2 m de altura foi derrubada em novembro de 1886 pelos madeireiros da Elk River Mill e Lumber Co. em Humboldt County, produzindo 2 258 m3 de tábuas comercializáveis em 21 cortes. Em 1893, uma sequoia abatida em Eel River, perto de Scotia, teria medido 130,1 m de comprimento e 23,5 m de diâmetro. No entanto, não existem grandes evidências que corroborem essas medições históricas.
Hoje, as árvores acima de 60 m são comuns, e muitas estão acima dos 90 m de altura. A árvore mais alta atual é a Hyperion, um exemplar que mede 115,61 m de altura. A árvore foi descoberta no Redwood National Park durante o verão de 2006 por Chris Atkins e Michael Taylor, e acredita-se que seja o organismo vivo mais alto do mundo. O detentor do recorde anterior era a Stratosphere Giant, localizada no Humboldt Redwoods State Park com 112,84 m (conforme medido em 2004). Até cair em março de 1991, a árvore conhecida por Gigante de Dyerville era a detentora do recorde. Este exemplar também estava no Parque Estadual de Humboldt Redwoods e tinha 113,4 m de altura e uma idade estimada de 1 600 anos. Este gigante caído foi preservado no parque.
Tanto quanto se sabe, em 2016 nenhum espécime vivo de outra espécie de árvores excedia 100 m de altura. A maior sequoia viva conhecida é conhecida por Grogan's Fault, descoberta em 2014 por Chris Atkins e Mario Vaden no Redwood National Park, com um volume de tronco de pelo menos 1 085 m3. Outras sequoias-costeiras com grandes volumes de madeira incluem a árvore conhecida por Iluvatar, com um volume de tronco principal de 1 033 m3,:160 e a Lost Monarch, com um volume de tronco principal de 989 m3
As alturas das sequoias mais altas são medidas anualmente por especialistas. Mesmo com as recentes descobertas de sequoias com mais de 100 m, é provável que não sejam descobertas mais árvores com estas alturas.
| Lugar | Nome                | Altura | Diâmetro | Localização                            |
| Lugar | Nome                | m      | m        | Localização                            |
| ----- | ------------------- | ------ | -------- | -------------------------------------- |
| 1     | Hyperion            | 115,85 | 4,84     | Redwood National Park                  |
| 2     | Helios              | 114,58 | 4,96     | Redwood National Park                  |
| 3     | Icarus              | 113,14 | 3,78     | Redwood National Park                  |
| 4     | Stratosphere Giant  | 113,05 | 5,18     | Humboldt Redwoods State Park           |
| 5     | National Geographic | 112,71 | 4,39     | Redwood National Park                  |
| 6     | Orion               | 112,63 | 4,33     | Redwood National Park                  |
| 7     | Federation Giant    | 112,62 | 4,54     | Humboldt Redwoods State Park           |
| 8     | Paradox             | 112,51 | 3,90     | Humboldt Redwoods State Park           |
| 9     | Mendocino           | 112,32 | 4,19     | Montgomery Woods State Natural Reserve |
| 10    | Millennium          | 111,92 | 2,71     | Humboldt Redwoods State Park           |

O diâmetro é medido a 1,4 m acima do nível médio do solo (diâmetro à altura do peito). Os detalhes das localizações precisas das árvores mais altas não foram anunciados ao público em geral por medo de causar danos às árvores e ao habitat circundante. A sequoia-costeira mais alta facilmente acessível ao público é a National Geographic Tree, localizada imediatamente ao lado de um trilho no Tall Trees Grove do Redwood National Park.
A lista que se segue mostra os maiores espécimes de S. sempervirens em volume (dados de 2001)::186-7
| Lugar | Nome               | Altura | Diâmetro | Volume do tronco | Localização                        |
| Lugar | Nome               | m      | m        | m3               | Localização                        |
| ----- | ------------------ | ------ | -------- | ---------------- | ---------------------------------- |
| 1     | Del Norte Titan    | 93,6   | 7,23     | 1045             | Jedediah Smith Redwoods State Park |
| 2     | Iluvatar           | 91,4   | 6,14     | 1033             | Prairie Creek Redwoods State Park  |
| 3     | Lost Monarch       | 97,8   | 7,68     | 989              | Jedediah Smith Redwoods State Park |
| 4     | Howland Hill Giant | 100,3  | 6,02     | 951              | Jedediah Smith Redwoods State Park |
| 5     | Sir Isaac Newton   | 94,8   | 7,01     | 940              | Prairie Creek Redwoods State Park  |

Calcular o volume de uma árvore em pé é o equivalente prático de calcular o volume de um cone irregular, sendo por isso um processo sujeito a erro por vários motivos, mas especialmente às dificuldades técnicas de medição e às variações na forma das árvores e dos seus troncos. As medições da circunferência são feitas apenas em algumas alturas predeterminadas ao longo do tronco e assumem que este é uma estrutura circular em secção transversal, e que o estreitamento entre os pontos de medição é uniforme. Além disso, apenas o volume do tronco (incluindo o volume de eventuais das cicatrizes e contrafortes basais) é levado em consideração, e não o volume da madeira nos ramos ou raízes. As medições de volume também não levam em consideração a eventual existência de cavidades. A maioria das sequoias com volumes superiores a 850 m3 representam antigas fusões de duas ou mais árvores separadas, o que torna difícil determinar se uma sequoia tem um único ou vários troncos.
Os detalhes da localização precisa das árvores mais altas não foram disponibilizados ao público em geral por receio de causar danos às árvores e ao habitat circundante. A maior sequoia-costeira facilmente acessível ao público é a árvore conhecida por Iluvatar, que se encontra a cerca de 5 metros a sudeste do trilho Foothill (Foothill Trail) do Prairie Creek Redwoods State Park.
Outros exemplares notáveis
- Os exemplares conhecidos por Blossom Rock Navigation Trees foram duas sequoias especialmente altas localizadas nas Berkeley Hills usadas como auxílio à navegação pelos marinheiros para evitar o traiçoeiro recife conhecido por Blossom Rock perto da ilha de Yerba Buena.[67]
- A árvore conhecida por Crannell Creek Giant foi documentado como tendo um volume de tronco de pelo menos 1 744 m3, cerca de 32% maior do que o exemplar conhecido por Grogan's Fault e 17% maior do que o atual a maior árvore presentemente viva, a General Sherman. Foi abatida por volta de 1945.[33][68]
- A árvore de Lindsey Creek foi documentada como tendo uma altura de 120 m e um volume de tronco de pelo menos 2 500 m3 quando foi derrubada por uma tempestade em 1905. Se essas medidas forem verdadeiras, a árvore de Lindsey Creek tinha mais cerca de 3 m do que a Hyperion, o espécime considerado como a árvore mais alta da actualidade, e eram 213% maior que a Grogan's Fault e 171% maior que a General Sherman.[33][69]
- Old Survivor, também conhecido como o Grandfather, é a última sequoia-costeira antiga remanescente da floresta de sequoias que povoava as Berkeley Hills. A árvore foi semeada em algum momento entre 1549 e 1554.[70]
- Um dos maiores cepos de sequoia encontrados, com 9,4 m de diâmetro, está em Berkeley Hills na Roberts Regional Recreation Area, uma parte do Redwood Regional Park.[71][72]